# Giuseppe Miroglio (politico)
Giuseppe Miroglio (Vigliano d'Asti, 3 settembre 1925 – Asti, 20 agosto 2001) è stato un politico italiano.

## Biografia
Funzionario pubblico ed esponente della Democrazia Cristiana nell'astigiano. Viene eletto per la prima volta alla Camera dei Deputati nel 1968, confermando il seggio anche nel 1972. 
Alle elezioni politiche del 1976 diventa Senatore della Repubblica, confermando il seggio anche nel 1979. Nel 1980 è sottosegretario ai Trasporti nel Governo Cossiga II e poi sottosegretario al lavoro e alla previdenza sociale nel successivo Governo Forlani, fino al 1981. Viene rieletto al Senato anche alle elezioni politiche del 1983, rimanendo in carica fino al 1987.
Muore il 20 agosto 2001, due settimane prima di compiere 76 anni.